# Parafia Trójcy Przenajświętszej w Burzynie
Parafia pw. Trójcy Przenajświętszej w Burzynie – parafia rzymskokatolicka należąca do dekanatu Jedwabne, diecezji łomżyńskiej, metropolii białostockiej. 
Erygowana w 1448 roku. Jest prowadzona przez księży diecezjalnych.

## Proboszczowie
- ks. Marcin Sobiech (administrator do 2025)[2]
- ks. Jarosław Truszkowski (2025– )[3]

## Obszar parafii

### Miejscowości i ulice
W granicach parafii znajdują się miejscowości:

- Burzyn,
- Bartki,
- Biodry,
- Brzostowo,
- Chyliny,
- Kamianki,
- Koniecki,
- Makowskie,
- Mocarze,
- Nadbory,
- Rutkowskie,
- Sieburczyn,
- Siestrzanki,
- Szostaki.